# Rotshaak

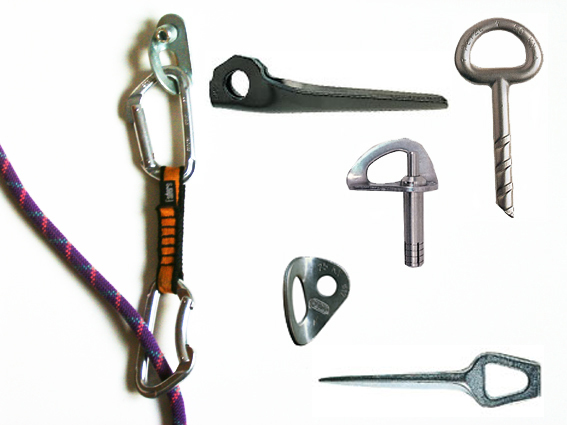
Verschillende klimhaken die gebruikt kunnen worden tijdens traditioneel klimmen

Een rotshaak of klimhaak (Engels: piton) is een metalen haak die klimmers in de groeven van een rots kunnen slaan om zich hieraan te zekeren. Rotshaken zijn uitgerust met een ooggat of een ring waaraan een karabijnhaak kan worden bevestigd; de karabijn kan dan direct of indirect worden verbonden met een klimtouw.
Rotshaken zijn een oude vorm van klimbeveiliging en worden nog steeds gebruikt als er geen goed alternatief is. Het herhaaldelijk hameren en inslaan van rotshaken kan de rots beschadigen, waardoor sommige klimmers het gebruik ervan zoveel mogelijk vermijden. Er bestaan verschillende groottes en vormen voor diverse rotsgroeven.